# Peter Jonas Bergius
Peter Jonas Bergius (Vittaryd, 6 luglio 1730 – Stoccolma, 10 luglio 1790) è stato un botanico svedese.

## Biografia
Figlio di un pastore protestante, studiò all'Università di Uppsala, dove ebbe come insegnante Linneo, per il quale scrisse una tesi sui muschi. Ottenne la laurea in medicina nel 1755, discutendo una tesi sul vaiolo, e si trasferì a Stoccolma, dove esercitò la professione medica, prodigandosi in particolare per fornire cure mediche ai meno abbienti.
Nel 1758 fu eletto membro dell'Accademia reale svedese delle scienze; nel 1767 pubblicò il trattato Descriptiones plantarum ex Capite Bonae Spei, nel quale descrisse la flora dell'Africa del sud basandosi sugli esemplari acquisiti nel tempo da diverse collezioni. Con il fratello Bengt acquistò nel 1759 una proprietà, allargata nel 1777, nella quale installò un giardino botanico; questo, insieme con l'erbario e la biblioteca, fu donato al pubblico dopo la sua morte. Spostato nell'area di Frescati, il Bergianska trädgården è oggi amministrato congiuntamente dall'Accademia reale svedese delle scienze e dall'Università di Stoccolma.
In suo onore è stato battezzato Bergia un genere della famiglia delle Elatinaceae.

## Opere

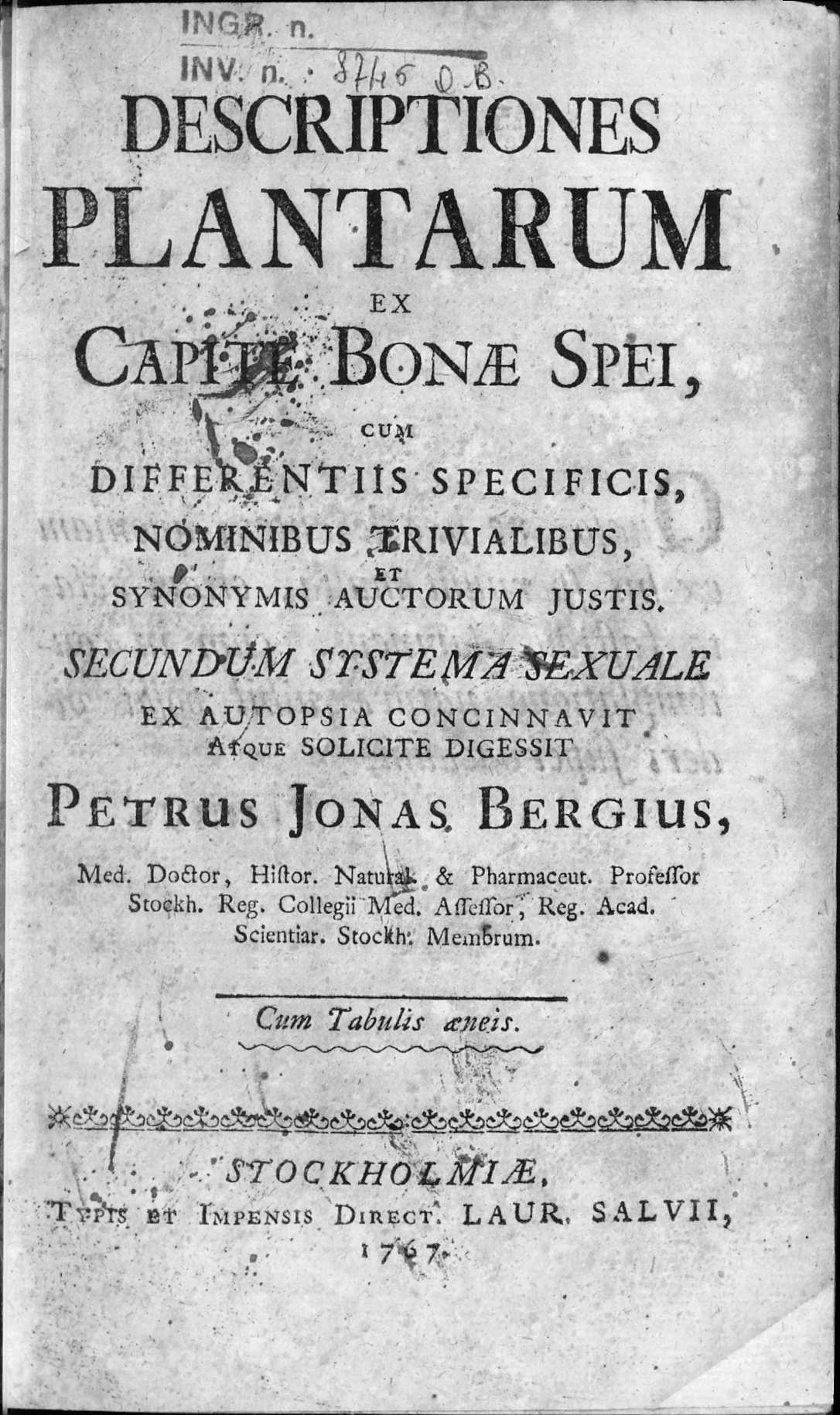
Descriptiones plantarum ex Capite Bonae Spei, 1767

- (LA) Descriptiones plantarum ex Capite Bonae Spei, Stockholm, Lars Salvius, 1767.
- Materia medica e regno vegetabili, 2 voll., 1778., 2ª ediz. 1782.